# Калачёв, Григорий Семёнович
Григорий Семёнович Калачёв (2 февраля 1909, Горяны, Смоленская губерния — 25 мая 1985, Жуковский, Московская область) — учёный-аэродинамик, доктор технических наук (1955), профессор (1961), заслуженный деятель науки и техники РСФСР, дважды лауреат Сталинской премии (1950 и 1952).

## Биография

### Ранние годы
Григорий Калачёв родился 2 февраля 1909 года в деревне Горяны (ныне Смоленский район, Смоленская область). Окончил МГУ имени М. В. Ломоносова (1930). В 1930—1941 годах работал в ЦАГИ, сначала в аэродинамической лаборатории, а с 1934 года — в Секции лётных исследований.

### Работа в авиационной науке
В 1930—1941 годах работал в ЦАГИ, сначала в аэродинамической лаборатории, а с 1934 года — в Секции лётных исследований
С 1941 года работал в Лётно-исследовательском институте в должностях старшего научного сотрудника, начальник отдела в лаборатории № 1, затем заведовал лабораторией устойчивости самолётов.
В период работы в ЛИИ Калачёв вместе с В. С. Ведровым и В. Н. Матвеевым  сделал заметный вклад в развитие методов лётных испытаний в части лётной оценки динамики и управляемости самолёта по записи в полёте параметров различных неустановившихся форм движения самолёта. Участвовал в проведении лётных исследований динамики полёта, устойчивости и управляемости сверхзвуковых самолётов для выявления дефектов компоновки, характеристик систем управления, влияния отказов на устойчивость и управляемость самолётов. Результаты этих исследований позволили обосновать необходимые изменения конструкции самолётов и разработать рекомендации военным лётчикам по действиям при отказах и попадании на особые режимы полёта.
Другой важной областью лётных исследований Калачёв в период 1950—1960 годов (проводились совместно c В. М. Замятиным, И. Н. Квитко, И. М. Пашковским, Ю. И. Снешко, Н. Г. Щитаевым и лётчиками-испытателями С. Н. Анохиным, Ю. А. Гарнаевым, Г. Н. Захаровым и др.) стало изучение опасных форм движения тяжёлых самолётов на больших углах атаки. Были разработаны методики проведения лётного эксперимента, изучены особенности поведения самолётов на разных режимах, условия их сваливания и разработаны указания лётчикам по предупреждению опасных последствий попадания на большие углы атаки.  

### Смерть
Григорий Семёнович Калачёв умер в 25 мая 1985 года в Жуковском.

## Награды и звания
- Орден Ленина[2]
- Орден Красной Звезды (1944)[7]
- Сталинская премия третьей степени (1950)[2] — за работу в области авиационной техники
- Сталинская премия третьей степени (1952)[2] — за опубликованное в 1951 году учебное пособие «Продольная устойчивость и управляемость самолёта»
- Заслуженный деятель науки и техники РСФСР[2]